# St. Nikolaus (Sankt Nikolaus)

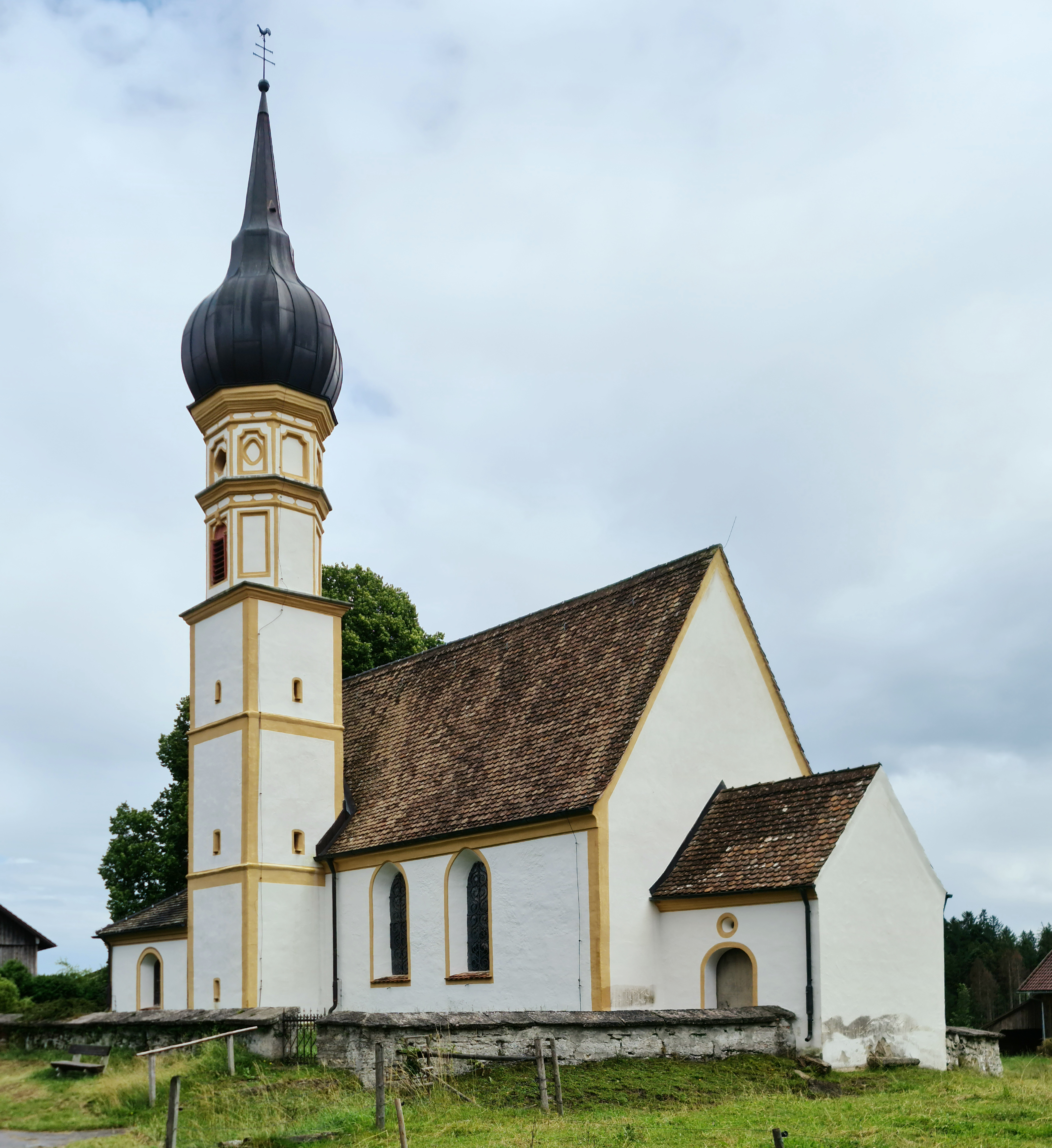
St. Nikolaus in Sankt Nikolaus

Innenraum

Die römisch-katholische Filialkirche St. Nikolaus steht in Sankt Nikolaus, einem Gemeindeteil von Oberhausen im oberbayerischen Landkreis Weilheim-Schongau. Sie ist in der Liste der Baudenkmäler in Oberhausen unter der Nr. D-1-90-135-7 eingetragen. Die Kirche gehört zum Dekanat Weilheim-Schongau im Bistum Augsburg.

## Beschreibung
Die 1721/23 barock umgestaltete spätgotische Saalkirche besteht aus dem Langhaus, dem eingezogenen, dreiseitig geschlossenen Chor im Osten, dem im Kern spätgotischen Chorflankenturm auf quadratischem Grundriss an der Nordwand des Chors, der Sakristei an der Nordostecke von Chorflankenturm und Chor und einem Vorbau im Westen des Langhauses, in dem sich das Portal befindet. Der Turm wurde 1698 mit zwei achteckigen Geschossen aufgestockt und mit einer Zwiebelhaube bedeckt.
Der Innenraum des Langhauses ist mit einer längsovalen Flachkuppel überspannt, der des Chors mit einem Stichkappengewölbe. Der 1756 gebaute Hochaltar wird von den Skulpturen des Augustinus von Hippo und der Elisabeth von Thüringen flankiert. Im Altarauszug ist die Heilige Dreifaltigkeit dargestellt. Die Skulptur auf der Kanzel stammt von Franz Xaver Schmädl. Auf der Brüstung der Empore sind die Porträts von Jesus Christus und den zwölf Aposteln dargestellt.